# Wonder Project J2
Wonder Project J2: Koruro no Mori no Josette (ワンダープロジェクトジェイツー: コルロの森のジョゼット 'Wandā Purojeku Jei Tsū: Koruro no Mori no Jozetto'?) es un videojuego de simulación de vida  desarrollado por Givro Corporation y publicado por Enix para Nintendo 64 en 1996. Es la secuela de Wonder Project J, que se lanzó a principios de 1994 para Super Famicom.

## Jugabilidad
Wonder Project J2 es un juego de simulación de vida bishōjo similar a su predecesor, donde el jugador se comunica con Josette a través de su robot, Bird. El jugador responde a sus preguntas en pantalla seleccionando "sí" o "no". Josette no puede oír ni ver al jugador, pero aprende sobre el jugador a través de sucesivas preguntas binarias. Ella recuerda las respuestas más adelante a lo largo de la historia. El jugador puede mandar a Josette a través de Bird, aunque ella no siempre escucha. El avance del jugador a través del juego depende de qué tan bien se combinen sus enseñanzas con otras actividades en la isla. Después de enseñarle a Josette una serie de interacciones humanas fundamentales, el segundo capítulo guiado por la trama guía a Josette a través de una serie de dificultades y enfrentamientos con el Ejército Siliconiano.

## Sinopsis
Wonder Project J2 tiene lugar después de los eventos de Wonder Project J. Josette es una niña Gijin (robot) creada por el Dr. Geppetto, que construyó Pino 15 años antes. Habiendo completado Jossette, el anciano médico tuvo poco tiempo para criarla, por lo que el jugador asiste. Messala, antagonista del juego anterior, recibe órdenes del rey Siliconian XIII de "encontrar a la chica que vive en la isla de Corlo que está en posesión de la J", un objeto de gran poder capaz de dar humanidad a Gijin y hacer realidad sus sueños. Se envían ejércitos de Siliconian para encontrar a la niña en la isla Corlo. Antes de fallecer, Geppetto le dice a Josette que se vaya de Corlo a la isla Blueland, donde se encontrará con alguien que la ayude. Sin embargo, Blueland está ocupado por el ejército de Siliconian recolectando Proton, una fuente de combustible mineral.

## Lanzamiento
Wonder Project J2 fue lanzado por primera vez para Nintendo 64 por Enix en Japón el 22 de noviembre de 1996, empaquetado con un Controller Pak con temática de juego. El interés por el juego se despertó en Norteamérica por los avances de publicaciones occidentales como Electronic Gaming Monthly, Next Generation y Nintendo Power, la última de las cuales lo incluyó en su sección "Epic Center" como una de sus últimas apariciones antes de que se publicara la sección mencionada anteriormente. descontinuado debido a la falta de juegos de rol en Nintendo 64. Cuando GameFan le preguntó sobre un posible lanzamiento norteamericano de Nintendo, el entonces miembro de Nintendo Treehouse, Jim Henrick, dijo que no sabía cuándo se publicaría, ya que Enix dejó de distribuir sus títulos en la región. Aunque inicialmente se planeó como una exclusiva de Nintendo 64, Enix anunció más tarde un puerto de PlayStation con secuencias animadas adicionales que no encajarían dentro de las limitaciones de memoria del Game Pak en 1997, sin embargo, esta versión nunca se lanzó. A pesar de que nunca se publicó oficialmente fuera de Japón, en 2007 se lanzó una traducción no oficial. Más tarde, Square Enix relanzó el título como una descarga de dos partes para teléfonos móviles en Japón el 12 de abril de 2010.

## Recepción
Wonder Project J2 recibió críticas mixtas, mayormente positivas. Famitsu le dio una puntuación de 33 sobre 40.1UP.com señaló que las secciones en 3D se sentían incómodas. Nintendo Life elogió fuertemente el juego.